# Chiguergue
Chiguergue es un barrio situado en la zona alta del municipio de Guía de Isora al suroeste de la isla de Tenerife en Canarias a la sombra del volcán Pico Viejo, está situado a 750 m s. n. m. y a seis kilómetros del casco municipal. Es un topónimo guanche.
La mayoría de los pueblos de Guía de Isora son de origen Guanche. Destacan entre ellos el conjunto de morfo toponimia (nombres que hacen referencia a las características físicas del lugar), así tenemos a  "Ti Jjerjer"  o Chiguergue, su significado hace referencia a las pedregosas, o las pedreras, refiriéndose a su suelo rocoso y montañoso. 

## Demografía
| 2000 | 2001 | 2002 | 2003 | 2004 | 2005 | 2006 | 2007 | 2008 | 2009 | 2010 | 2011 | 2012 | 2013 | 2014 | 2015 | 2016 | 2017 | 2018 | 2019 |
| ---- | ---- | ---- | ---- | ---- | ---- | ---- | ---- | ---- | ---- | ---- | ---- | ---- | ---- | ---- | ---- | ---- | ---- | ---- | ---- |
| 341  | 340  | 349  | 366  | 382  | 385  | 381  | 380  | 392  | 390  | 390  | 402  | 392  | 392  | 384  | 380  | 377  | 375  | 385  | 389  |

## Comunicaciones

### Transporte público
En autobús —guagua— queda conectado mediante las siguientes líneas de TITSA:
| Línea | Trayecto                                             | Recorrido     |
| ----- | ---------------------------------------------------- | ------------- |
| 462   | Guía de Isora-Acantilado de Los Gigantes-por Tamaimo | Horario/Línea |
| 492   | Guía de Isora-Chío-por Chiguergue                    | Horario/Línea |

## Fiestas Patronales
En Chiguergue se celebran  dos fiestas a lo largo del año, las fiestas en honor a la Virgen de la Milagrosa, a mitad de abril, y la más importante de las dos, las fiestas en honor a San Roque, a mediados de agosto, siendo este el patrón del barrio.